# David Nasser
Pour les articles homonymes, voir Nasser.
David Nasser, né le 1er janvier 1917 à Jaú et mort le 10 décembre 1980 à Rio de Janeiro, est un compositeur et journaliste brésilien.

## Biographie
David Nasser naît le 1er janvier 1917 à Jaú.
Il est le fils d'Alexandre et de Zakia Nasser, un couple d'immigrés libanais. Lorsqu'il a quelques mois, la famille déménage dans le Mato Grosso et vit jusqu'à ses quatre ans à Campo Grande et Três Lagoas. Après un séjour de deux ans à Rio de Janeiro, ils déménagent à Caxambu, où ils vivent de 1925 à 1930. Il fréquente l'école primaire du groupe scolaire Padre Correia de Almeida. À l'âge de 13 ans, il déménage à Rio de Janeiro, où il fréquente l'Instituto Superior de Preparatórios. Alors qu'il est encore étudiant, il rejoint O Jornal par l'intermédiaire de Vítor do Espírito Santo, où il a pour collègues Vítor Nunes Leal, Arnon de Melo, Jaime de Barros, Caio de Freitas, entre autres.
En 1935, il publie deux articles dans O Cruzeiro en tant que collaborateur. La même année, il passe à O Globo, où il reste jusqu'en 1943. 

### Musique
En 1935, à l'âge de 18 ans, il écrit sa première composition, les paroles de la samba Chorei quando o dia clareou, une mélodie de Nélson Teixeira, diffusée par un amateur sur Rádio Mayrink Veiga et un succès au carnaval de cette année-là grâce à la promotion inattendue des joueurs de football. Cette samba n'est enregistrée qu'en 1939 par Aracy de Almeida. Toujours en 1939, il enregistre sa deuxième composition, le partido alto Candieiro, en partenariat avec Kid Pepe (pt) de Carmen Miranda sur Odeon. Toujours en 1939, il compose avec le même partenaire la vira Sete mares enregistrée par Manoel Monteiro, également sur Odeon. La même année, il fait enregistrer une autre composition par Aracy de Almeida, la samba Todo mundo reclama, en partenariat avec Nelson Teixeira. L'année suivante, il compose avec Haroldo Lobo (pt) la marche Fla-Flu, qui fait allusion au célèbre derby carioca, enregistrée par Cândido Botelho. La même année, il compose l'embolada Na barra da tua saia et la samba Romance de um índio avec le chanteur de samba Donga, enregistrées par Manezinho Araújo (pt) sur Odeon. À la même époque, il compose avec Ataulfo Alves la valse Minha sombra et, avec Donga, la samba Ranchinho desfeito, enregistrée par Déo.
En 1941, il compose avec Alcyr Pires Vermelho (pt) la samba exaltação Canta Brasil enregistrée par Francisco Alves sur Odeon accompagné de l'orchestre de la Rádio Nacional, figurant sur l'étiquette du disque sous le nom de Cena brasileira et enregistrée en deux parties, occupant les deux faces du disque. Cette samba, sortie après Aquarela do Brasil, connaît un grand succès et consolidé le prestige du genre. Il connaît également le succès la même année avec le boléro Esmagando rosas, en partenariat avec Alcyr Pires Vermelho, enregistré par Francisco Alves sur Odeon. Pour le carnaval de 1942, il compose ce qui devient l'un de ses plus grands succès, un véritable classique de la musique populaire, la batucada Nega do cabelo duro, en partenariat avec Rubens Soares (pt), enregistrée par Anjos do Inferno. La même année, et avec le même partenaire, il compose la samba Terra do ouro, également enregistrée par Francisco Alves sur Odeon. En 1943, il compose la chanson du renard Beija-me muito, avec C. Velasquez, et la valse-boléro A mulher e a rosa, avec Alcyr Pires Vermelho, enregistrées par Francisco Alves sur Odeon. La même année, il compose la valse "Exilado" avec le Russe Georges Moran, enregistrée par Carlos Galhardo, et la samba "Mãe Maria" avec Custódio Mesquita (pt), enregistrée par Nelson Gonçalves, toutes deux chez Victor. En 1944, il compose la samba Algodão avec Custódio Mesquita, enregistrée par Sílvio Caldas sur Victor. En 1945, il compose les sambas João cegonha, avec Rubens Soares, enregistrée par Aracy de Almeida et Tarde de setembro, avec Herivelto Martins, enregistrée par Francisco Alves, toutes deux chez Odeon. L'année suivante, il compose la samba Golpe errado avec Geraldo Pereira et Cristóvão de Alencar (pt), enregistrée par Cyro Monteiro sur Victor.
Alternant toujours chansons et éditoriaux divers dans les journaux de Rio de Janeiro, il compose en 1947 la marche Princesa de Bagdá avec Haroldo Lobo, qui est enregistrée par Nelson Gonçalves sur RCA Victor. En 1948, quatre de ses compositions avec Haroldo Lobo sont enregistrées sur Odeon : les marches Na sombra do boi et Bairros de Pequin, par Aracy de Almeida, et Rasguei o meu pierrô, par Francsico Alves et la samba Geni, par le groupe vocal Quatro Ases e Um Coringa. En 1949, elle compose les valses Se fosses minha, en partenariat avec Cyro Monteiro, enregistrée par Orlando Silva et Beduína, en partenariat avec Custódio Mesquita, enregistrée par Francisco Alves. La même année, Dircinha Batista enregistre la marche Charrete macia et la batucada A coroa do rei, en partenariat avec Haroldo Lobo, cette dernière étant l'une des chansons les plus populaires du carnaval de l'année suivante. Toujours la même année, il fait enregistrer deux sambas par Nelson Gonçalves sur RCA Victor : Que será, en partenariat entre les deux, et Normalista, en partenariat avec Benedito Lacerda, l'un des succès de l'année et un jalon dans la carrière du chanteur, un hymne à la normalista, une fille qui « ne peut pas encore se marier, mais qui pouura le faire seulement après avoir obtenu son diplôme », dans les vers duquel apparaît pour la première fois l'expression « bourgeon en fleur », qui mérite même une chronique de Carlos Drummond de Andrade.
En 1950, il fait enregistrer trois marches, Hoje vale tudo et Lanterna de Aladim, en partenariat avec Haroldo Lobo, par Aracy de Almeida et Marcha dos brotinhos, par Francisco Alves, en partenariat avec Klécius Caldas (pt) et Armando Cavalcanti (pt). La même année, la samba Diamante negro, en partenariat avec Marino Pinto (pt), est enregistrée par les Vocalistas Tropicais. En 1951, Francisco Alves enregistre ses sambas Largo do Estácio, en partenariat avec Haroldo Lobo et P. Fonseca Almeida, et Saudades do passado, São Paulo, coração do Brasil et Sem protocolo, en partenariat entre les deux. La même année, Dircinha Batista enregistre le boléro Quando o tempo passar, en partenariat avec Herivelto Martins, João Dias le boléro Peço a Deus, en partenariat avec Francisco Alves, et Isaura Garcia la samba Indiferença, en partenariat avec Newton Mendonça. La valse Fim de Ano, qu'il  compose avec Francisco Alves pour le Nouvel An est enregistrée par le chanteur João Dias en octobre 1951, pour être utilisée au mois de décembre de cette année-là. En 1952, João Dias enregistre la samba O silêncio do cantor, avec Joubert de Carvalho, un hommage express à son ami, le chanteur Francisco Alves, qui vient de mourir, et le baião Quando eu era pequenino, avec Francisco Alves et Felisberto Martins. En 1953, il connaît un nouveau succès grâce à un enregistrement de Nelson Gonçalves, avec la chanson samba A camisola do dia, en partenariat avec Herivelto Martins. La même année, Ivon Curi enregistre le baião Caxambu, en partenariat avec Zé Dantas. En 1954, le chanteur João Dias, considéré comme le sucesseur de Francisco Alves, enregistre les chansons Noite de São João et Ninguém fica em casa hoje, avec Haroldo Lobo. La même année, il compose avec Herivelto Martins deux hommages à deux idoles nationales de la musique brésilienne et argentine, la chanson de samba Francisco Alves et le tango Carlos Gardel, tous deux morts, enregistrés par Nelson Gonçalves sur Rca Victor. En 1955, il conclut deux autres partenariats avec Herivelto Martins, enregistrés par Nelson Gonçalves : le tango "Hoje quem paga sou eu", qui a connu un grand succès, et la samba "Enfermeira". L'année suivante, toujours avec Herivelto Martins, il interprète la samba Lençol de linho et le tango Vermelho vinte e sete enregistrés par Nelson Gonçalves, reprenant un trio très courant à l'époque. Toujours en 1956, le Trio Marayá enregistre avec Airton Rocha les baiões O vapô da cachoeira, en partenariat avec Clemente Neto, et Paulistinha, avec Nelson Gonçalves, et Cauby Peixoto les sambas-canção Se adormeço et Piano velho, en partenariat avec Herivelto Martins. Toujours en 1956, la samba Algodão, avec Custódio Mesquita, est enregistrée par le chanteur et acteur noir Nelson Ferraz sur le disque Lamento negro du label Continental. En 1957, le Trio de Ouro enregistre la samba Se adormeço, en partenariat avec Herivelto Martins. En 1958, il réalise une version du mambo No azul pintado de azul, de Modugno et Migliacci, enregistrée par Dalva de Andrade sur Polydor.
En 1960, il compose avec Newton Teixeira (pt) la samba Eterna Capital, référence à la ville de Rio de Janeiro qui, cette année-là, cesse d'être la capitale du pays, enregistrée par João Dias à Copacabana. En 1961, Roberto Audi, son beau-frère, enregistre deux de ses compositions : la toada São João diferente, en partenariat avec José Messias, et le boléro Noite após noite, en partenariat avec Nelson Gonçalves. En 1963, Roberto Audi enregistre deux de ses compositions avec João Roberto Kelly (pt), les chansons de samba Poeira no caminho et O céu do teu olhar. En 1968, il est honoré par le disque hommage José Barbosa interpreta David Nasser, publié par le chanteur José Barbosa sur CBS, avec 12 de ses compositions : A mulher e a rosa, avec Alcyr Pires Vermelho ; Lily, avec Haroldo Lobo ; Telefonista et Vestido de noiva, avec Francisco Alves ; Normalista, avec Benedito Lacerda ; Deus lhe pague, avec Polera et André Penazzi ; Silêncio do cantor, avec Joubert de Carvalho, et Outra vez ; Camisola do dia ; Francisco Alves ; Prece de paz et Caminho certo, tous avec Herivelto Martins. En 1979, la chanteuse Waleska réenregistre la chanson de samba Atiraste uma pedra, avec Herivelto Martins, sur le disque Palavras amigas publié par le label Copacabana.
Tout au long des années 1940 et d'une partie des années 1950, il se distingue toujours par une chanson de milieu d'année ou de carnaval. Parmi ses succès de carnaval figurent des morceaux qui sont encore très connus aujourd'hui, tels que Confeti, Nêga do cabelo duro, Serpentina et Coroa do Rei. Parmi les nombreux succès de cette période, on peut citer la marche Alô, alô, América, avec Haroldo Lobo, le boléro Esmagando rosas, avec Alcir Pires Vermelho, la valse Mãe Maria, avec Custódio Mesquita, et surtout Pensando em ti, avec Herivelto Martins, entre autres. En 27 ans d'activité en tant que parolier, il a pour partenaires de grands compositeurs de musique populaire brésilienne, tels que Custódio Mesquita, Herivelto Martins, Ataulfo Alves, Ary Barroso, Wilson Batista, Vadico, Joubert de Carvalho, Villa-Lobos, parmi beaucoup d'autres.
En 2006, son Baião da Penha, avec Guio de Morais, est enregistré par Marcos Sacramento sur le CD Sacramentos, publié par le label Biscoito Fino.

### Autre activités
Il est directeur de la Sadembra, directeur de la Coalition brésilienne du droit d'auteur, directeur et rédacteur en chef de O Cruzeiro et, à partir de 1962, directeur exécutif de Diários e Emissoras Associados. Sa chronique quotidienne, Diário de um repórter, lue sur Tv Tupi par Jorge Cury, fait de l'audience et jouit d'un solide prestige politique dans les années 1960. Parmi les questions politiques et mondiales, il fait toujours fait de la place pour parler du MPB.

### Mariage
En 1944, il épouse Isabel Audi et n'a pas d'enfant.

### Mort
David Nasser meurt le 10 décembre 1980 à Rio de Janeiro.

## Publications
Il publie huit livres : Divulho na aventura, Só meu sangue é alemão, A revolução dos covardes, Falta alguém em Nuremberg, Para Dutra ler na cama, A cruz de Jerusalém, Por uma menina morta et O velho capitão.